# RPG-29
O RPG-29 "Vampir" é um lança-granadas-foguete reutilizável soviético. Adotado pelo Exército Soviético em 1989, foi o último lança-granadas-foguete a ser adotado pelas Forças Armadas Soviéticas antes da queda da União Soviética em 1991.
Desde então, o RPG-29 foi complementado por outros sistemas propelidos por foguete, como o RPG-30 e o RPG-32.

## Descrição
O RPG-29 é um sistema de foguete antitanque, não guiado, do tipo tubo, de carregamento pela culatra, portátil, com alcance efetivo de 500 m. A arma leve foi projetada para ser carregada e usada por um único soldado. No topo do tubo de lançamento, há uma mira óptica 2,7×1P38.
Ao ser lançado, o míssil aciona oito aletas ao deixar o lançador, estabilizando-o durante o voo, até um alcance efetivo de 500 m.

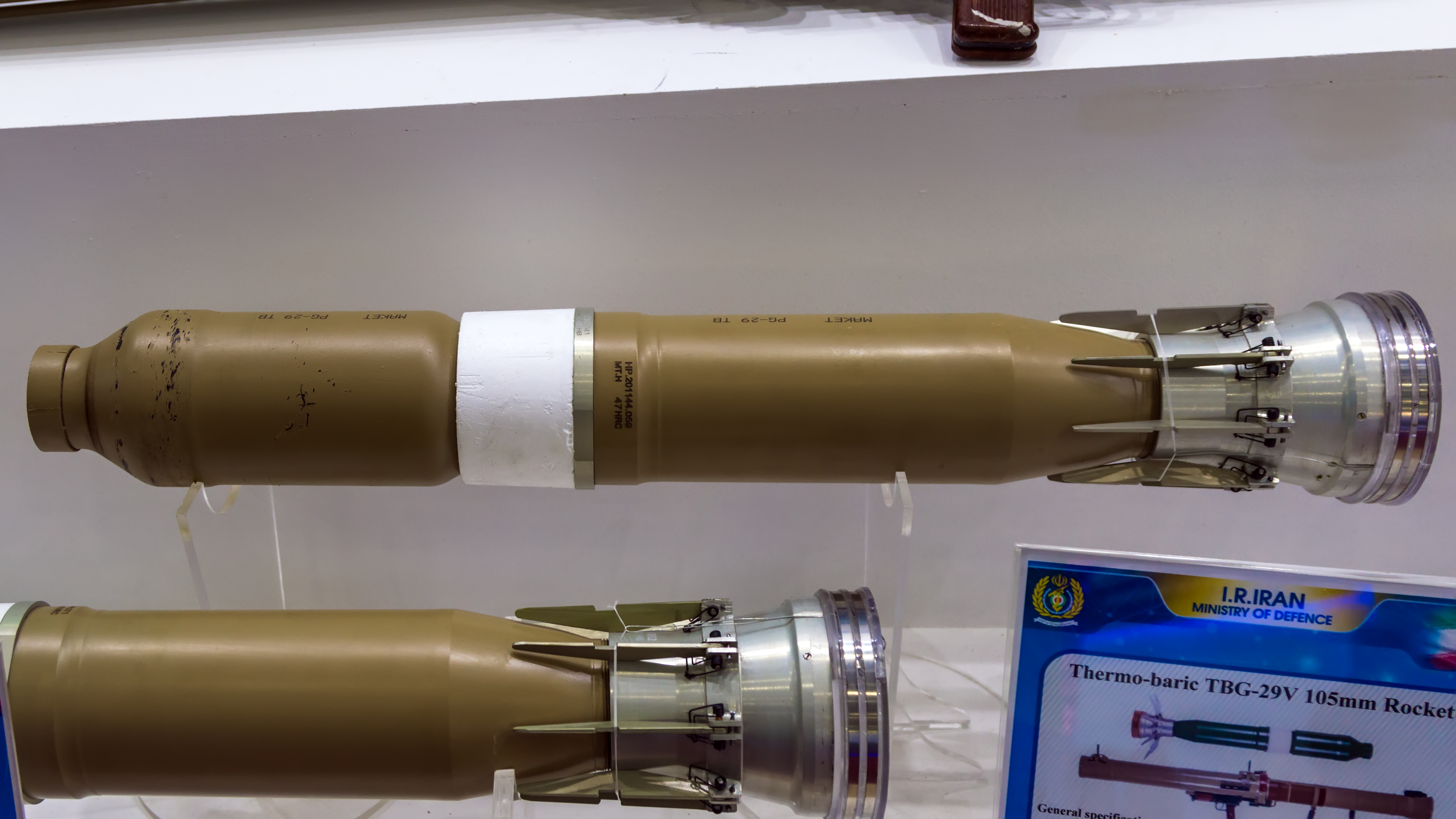
Munição termobárica TBG-29V

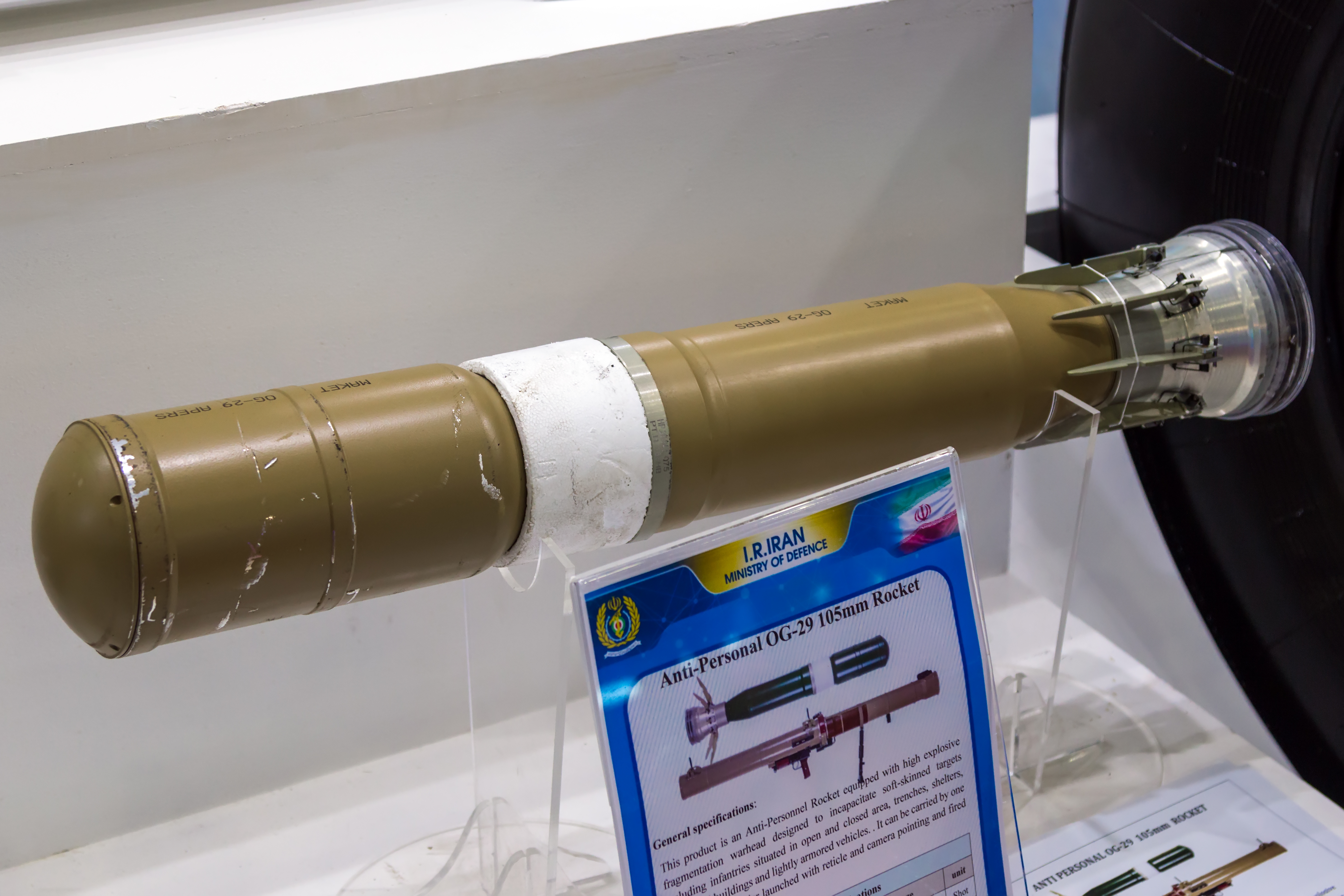
Munição HE/FRAG OG-29

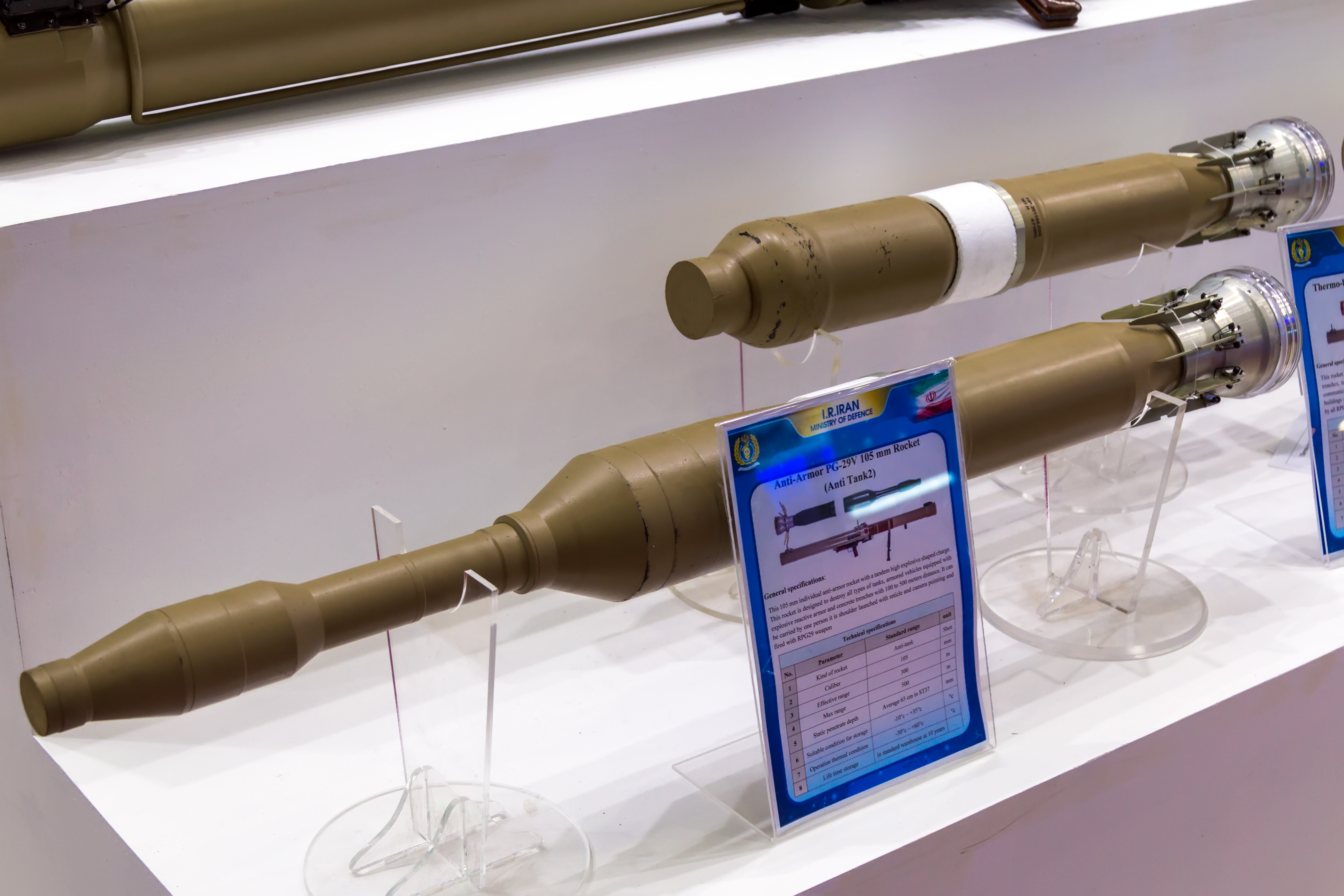
Munição HEAT PG-29V

Três ogivas estão disponíveis para a arma:
- A munição antipessoal termobárica TBG-29V.
- A munição OG-29 de alto explosivo/fragmentação (HE/FRAG) para fins antipessoais. Trata-se de uma munição iraniana produzida pela Shahed Weaponry, com espoleta temporizada e mais de 2.000 fragmentos pré-fabricados.[7]
- A munição antitanque/bunker PG-29V que possui uma ogiva antitanque de alto explosivo (HEAT) de carga dupla para destruir blindagem reativa explosiva (ERA). Essa ogiva é padronizada com a do projétil PG-7VR disparado pelo lança-foguetes RPG-7V.[8] Com uma carga dupla, uma pequena carga inicial detona qualquer blindagem reativa. Na ausência de blindagem reativa explosiva (ERA) ou blindagem de gaiola, essa carga atinge a blindagem principal. Atrás da carga primária, uma carga moldada secundária muito maior explode na parte traseira da ogiva inicial e projeta um jato fino e rápido de metal na blindagem comprometida pela primeira carga. A PG-29V pode destruir alvos difíceis, incluindo tanques com ERA.

O RPG-29 é incomum entre os lançadores de foguetes antitanque russos por não possuir uma carga propulsora inicial para posicionar o projétil a uma distância segura do operador antes da ignição do foguete. Em vez disso, o motor do foguete é acionado assim que o gatilho é acionado e queima antes que o projétil saia do cano.
Na parte inferior do tubo, há uma braçadeira de ombro para posicionamento adequado, juntamente com um mecanismo de gatilho tipo pistola. Um trilho lateral no lado esquerdo aceita uma mira noturna 1PN51-2.

## História
O RPG-29 foi desenvolvido no final da década de 1980, após o desenvolvimento do RPG-26, e entrou em serviço no Exército Soviético em 1989. Recentemente, ele foi usado intermitentemente por forças irregulares no teatro de operações do Oriente Médio, incluindo em combate contra forças aliadas durante a Guerra do Iraque e na Guerra do Líbano de 2006, quando foi usado contra forças israelenses.

### Guerra do Iraque de 2003
Acredita-se que o RPG-29 tenha sido usado em escaramuças contra forças americanas e britânicas durante a invasão inicial do Iraque em 2003. Em agosto de 2006, foi relatado que um projétil do RPG-29 penetrou a parte inferior frontal do casco (equipado com ERA) de um tanque Challenger 2 durante um combate em al-Amarah, Iraque, mutilando um e ferindo vários outros tripulantes, mas danificando apenas levemente o tanque, que seguiu em frente por conta própria.
Em 25 de agosto de 2007, um PG-29V atingiu um M1 Abrams na traseira do casco, ferindo três tripulantes. Em 5 de setembro de 2007, um PG-29V atingiu a torre lateral de um M1 Abrams em Bagdá, matando dois tripulantes e ferindo um, e o tanque foi seriamente danificado.
Em maio de 2008, o The New York Times divulgou que outro tanque M1 Abrams também havia sido danificado por um RPG-29 no Iraque, enquanto lutava contra milícias xiitas na Cidade de Sadr. O Exército dos EUA atribui tanta importância à ameaça do RPG-29 à blindagem que se recusou a permitir que o recém-formado Exército iraquiano o comprasse, temendo que caísse nas mãos de insurgentes.

### Guerra do Líbano de 2006
Durante o conflito, o jornal israelense Haaretz afirmou que o RPG-29 foi uma das principais fontes de baixas das Forças de Defesa de Israel (IDF) na Guerra do Líbano de 2006. Pouco antes do fim do conflito, a revista russa Kommersant reconheceu, por meio de fontes anônimas, a possibilidade de uma transferência de armas entre a Síria e o Hezbollah durante a retirada síria do Líbano.

### Guerra Civil Síria
Durante a Guerra Civil Síria, as Forças de Oposição da Síria, as Forças Armadas da Síria e o Estado Islâmico (ISIL) usaram o RPG-29.

### Guerra às Drogas no México
Sabe-se que os cartéis contrabandearam RPG-29, alguns dos quais foram apreendidos pelas forças mexicanas.

### Guerra de Gaza de 2014
Durante a Guerra de Gaza de 2014, o Hamas tinha os RPG-29 em seu inventário.

### Guerra Civil Iraquiana
Durante a Guerra Civil Iraquiana, o EIIL utilizou os RPG-29 no Iraque, provavelmente aqueles adquiridos na Síria. E milícias xiitas anti-EIIL no Iraque também utilizaram os RPG-29, o "Ghadir" de produção iraniana, fornecido pelo Irã.

## Operadores

### Operadores estatais
- Argélia[18]
- Brasil - Produzido localmente[19]
- Cuba[19]
- Irão - Produzido localmente como "Ghadir"[20]
- México - Produzido localmente[21]
- Coreia do Norte[22]
- Rússia[23]
- Síria[24]
- Paquistão[19]
- Ucrânia[19]
- Vietname - Produzido localmente[25][26]

### Operadores não estatais
- Hezbollah[27][1]
- Hamas[17]
- Insurgentes iraquianos (2003–11)[1][28]
- Estado Islâmico do Iraque e do Levante - Pelo menos um usado durante o cerco da Base Aérea de Menagh na Guerra Civil Síria
- Talibã (durante 2013 a 2015)[29]
- Rebeldes sírios[15]

### Operadores antigos
- União Soviética - Passado para os estados sucessores.